# 1867 у залізничному транспорті
1867 у залізничному транспорті
Шаблон:Роки на залізниці
Шаблон:Навігація по року

## Події
- 24 серпня відкрито залізничний рух між Австрією і Італією через Бреннерський перевал.
- у Літтелтоні відкривається перший у світі залізничний тунель скрізь вулканічну скелю[1].

## Новий рухомий склад
- У США компанія «Пульман» випустила на ринок серійні спальні вагони системи, що пізніше отримала прізвисько «Пульман» (англ. Pullman)[2][3]. Перший спальний вагон компанія Пулльмана випустила ще в 1864 році, на ньому в 1865 році було доставлено тіло 16-го президента США Авраама Лінкольна з Вашингтона до місця поховання в місті Спрінгфілд[4].
- Компанія «Пульман» випустила на ринок перші вагони-ресторани.

## Персони

### Народилися
- 2 січня — Броніслав Сигизмундович Малаховський[ru] — російський і радянський інженер, творець паровоза серії С (1910 р.), одного з кращих російських кур'єрських локомотивів, який подолав швидкісний рубіж у 100 км/год.
- 23 серпня — Олександр Васильович Ліверовський[ru] — російський інженер шляхів сполучення, доктор технічних наук, професор. Міністр шляхів сполучення Тимчасового уряду (1917).